# Comisión Nacional de Actividades Espaciales
La Comisión Nacional de Actividades Espaciales, más conocida como CONAE, es la agencia espacial del Gobierno de Argentina responsable del Plan Nacional Espacial.
El 28 de mayo de 1991 comenzó a funcionar la agencia, remplazando a la Comisión Nacional de Investigaciones Espaciales (CNIE) cuya historia se remonta al año 1960, esta última logró grandes hitos en las décadas de 1960 y 1970. Actualmente es el organismo competente para entender, diseñar, ejecutar, controlar, gestionar y administrar proyectos, actividades y emprendimientos en materia espacial en todo el ámbito de la República Argentina.
Para cumplir con la ejecución del Plan Nacional Espacial de Argentina la CONAE cuenta con información espacial generada por satélites construidos y diseñados en la Argentina de los cuales se destaca la serie Satélites de Aplicaciones Científicas (SAC). En conjunto con la empresa INVAP de Bariloche (Sociedad del Estado) y asociándose principalmente con la agencia de los Estados Unidos, (NASA), provee la plataforma satelital y la mayoría de los instrumentos de dichos satélites. Estos son controlados desde la Estación Terrena Córdoba situada en la provincia de Córdoba. Más de 80 universidades, entes, organismos y empresas nacionales participan en los proyectos y actividades de este Plan Espacial.

## Historia

### CNIE
Fue un organismo dependiente de la Fuerza Aérea Argentina, fundado el 28 de enero de 1960, siendo designado presidente del organismo el ingeniero Teófilo M. Tabanera. 
Asimismo entre 1963 y 1971 operó el Instituto Civil de Tecnología Espacial. Realizó 150 lanzamientos: el último de ellos con un cohete de una etapa, combustible sólido, 46 dm de longitud y 110 kg[cita requerida] de masa que alcanzó una altura de 82 km; transportando como pasajero un mono mientras los parámetros de su temperatura corporal y ritmo cardíaco eran transmitidos a la base. Cabe aclarar que el ICTE estaba constituido por jóvenes entre 15 y 30 años. Todos los elementos de su programa fueron siempre de producción nacional.

#### Lanzamientos tripulados (1967-1969)
El 11 de abril de 1967 desde la Escuela de Tropas Aerotransportadas de Córdoba, como parte del Proyecto BIO fue lanzado por el Cohete Yarará, una cápsula con el Ratón Belisario, que permaneció 30 minutos en ingravidéz. Fue el primer ser vivo de origen argentino y el cuarto en el mundo en abandonar la atmósfera terrestre y aterrizar sano y salvo de vuelta en la superficie, siguiéndole el Mono Juan en 1969.

#### Programa Cóndor (1967-1969)
El Cóndor fue un programa tecnológico desarrollado por la Fuerza Aérea Argentina iniciado por la dictadura militar en 1983 y cancelados por presión del Gobierno federal de los Estados Unidos durante la presidencia de Carlos Menem en 1991.

### CONAE
Luego de que el gobierno ordenara la cancelación del programa del Cóndor, que hubiera dotado a la Argentina de su propio lanzador satelital la CNIE se disuelve y le da paso a la CONAE, creada el 28 de mayo de 1991 por el gobierno de Carlos Menem.
Esta heredó las instalaciones aeroespaciales de la Fuerza Aérea situadas en la ciudad de Buenos Aires, las bases en Falda del Carmen, provincia de Córdoba, así como parte del personal civil involucrado en el proyecto cancelado. También la base Centro de Experimentación y Lanzamiento de Proyectiles Autopropulsados Chamical donde se retomaron los experimentos.
En 1998 fue invitada por la NASA a unirse al proyecto de la construcción de la Estación Espacial Internacional (ISS). Pero el gobierno rechazó la oferta debido a que significaba un gasto de 10 millones de dólares, lo que significaba mucho dinero en ese entonces. Pero aun así solo se limitó a participar con la realización de algunos experimentos.
En noviembre de 2012, mediante el decreto 2197/2012 se transfiere la Comisión Nacional de Actividades Espaciales (CONAE) a la órbita del Ministerio de Planificación Federal, Inversión Pública y Servicios.
A través del decreto 242/2016 el Poder Ejecutivo dispuso que desde el 26 de enero de 2016 la CONAE pasa a formar parte del Ministerio de Ciencia, Tecnología e Innovación de la Nación.

#### Programa Espacial Argentino (1991-presente)
Este Programa tiene como objetivo mejorar la tecnología espacial del país y realizar investigaciones con fines pacíficos y benéficos para el país. Durante estos años se desarrollaron numerosos satélites con colaboración de las agencias espaciales brasileñas e italianas. Luego estos debían ser enviados a Estados Unidos para que sean lanzados; por este motivo este programa tiene como uno de sus objetivos fundamentales crear una plataforma de lanzamiento muy probablemente en las provincias de Córdoba, o Tierra del Fuego.

##### Proyecto Serie SAC (1996-2011)

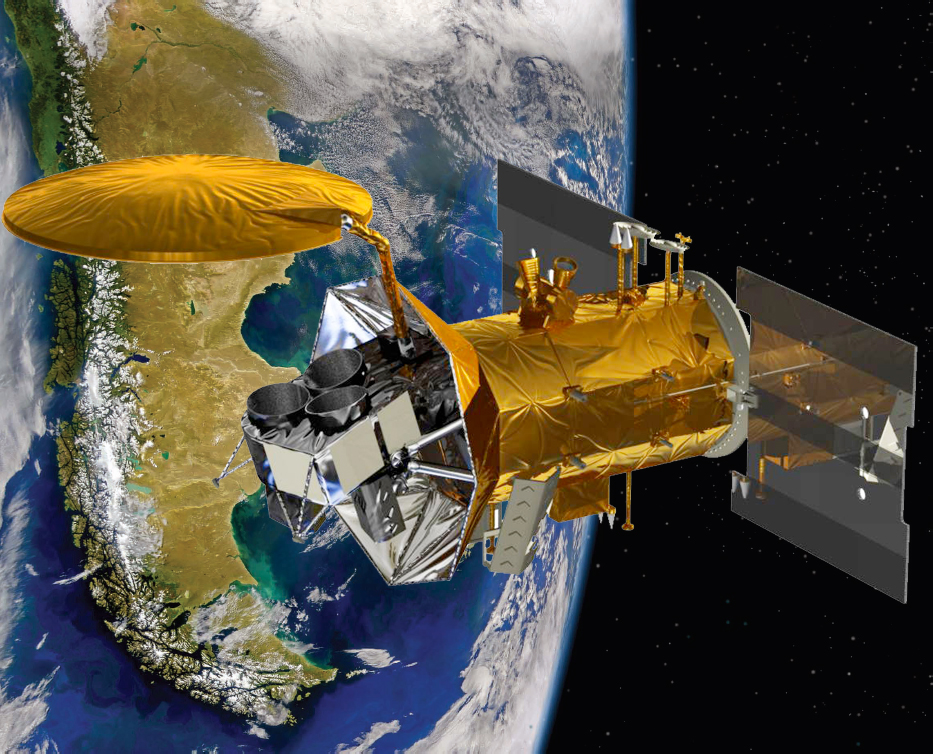
Satélite SAC-D.

SAC-B fue lanzado en noviembre de 1996. Los objetivos del SAC-B, como primer satélite científico argentino, fueron el estudio avanzado de la física solar y la astrofísica, mediante la observación de fulguraciones solar, erupciones de rayos gamma y radiación X del fondo difuso y átomos neutros de alta energía. La misión permitió el entrenamiento de un grupo humano importante tanto para la preparación de los centros de control (hardware y software) como para el control de los satélites.
El SAC-A fue lanzado el 3 de diciembre de 1998. Puso a prueba una serie de instrumentos desarrollados en el país, potencialmente aplicables en otras Misiones. Estuvo también dedicado a experimentar, tanto la infraestructura de material como la humana de los equipos de telemetría, telecomando y control.
El SAC-C es el Primer Satélite Argentino de Observación Terrestre. Fue lanzado en noviembre de 2000 y su función es obtener información del país para satisfacer necesidades que no son cubiertas por otros satélites.
El SAC-D fue lanzado el 10 de junio de 2011 desde la base Vandenberg de la Fuerza Aérea de los Estados Unidos, para recolectar datos por largos periodos de tiempo de la superficie de la tierra, la biosfera, la atmósfera terrestre, y los océanos.

##### Proyecto SAOCOM (1998-presente)
El proyecto SAOCOM fue presentado en el año 1998, con el objetivo de brindar información de suelos, aguas y vegetación, así como prevención y gestión de catástrofes mediante observaciones con su radar en banda L.
Desde 1992, la CONAE y la Agencia Espacial Italiana colaboraron juntos en los proyectos SAC-B y SAC-C. Al mismo tiempo que la CONAE anunciaba el proyecto SAOCOM, Italia comenzó a desarrollar el proyecto Cosmo-SkyMed de similares características, aunque con un rol dual (civil y militar) y antena radar de banda X. Las buenas relaciones entre las agencias llevó a una serie de charlas preliminares que se llevaron a cabo a fines de los 90 e inicios de los 2000, en las que se asentaron las bases de lo que sería el SIASGE, Sistema Italo Argentino de Satélites para la Gestión de Emergencias. Dicho sistema, que fue firmado en julio de 2005, permite compartir la información obtenida por los satélites argentinos e italianos así como el uso de estaciones terrenas. El acuerdo fue renovado en mayo de 2016. 
El satélite SAOCOM 1A fue lanzado exitosamente en octubre de 2018.

##### Proyecto SABIA-MAR o SAC-E (2018-presente)
Este satélite formará parte de la serie SAC, con la denominación SAC-E. En particular, la misión de observación de la Tierra denominada SABIA-MAR consiste en el primer satélite construido de manera conjunta entre la Argentina y Brasil. Su uso está orientado a la prevención meteorológica, el estudio del mar, la agricultura, el estudio de la deforestación y la geología. Esto se realiza con alta resolución espectral, espacial y temporal sobre el área del MERCOSUR. Su lanzamiento está previsto para 2018.

##### Programa 2MP (2012-presente)
Este programa tiene como objetivo que dos millones de alumnos entre ocho y dieciséis años de las escuelas de Argentina conozcan, tengan acceso y utilicen la información de origen satelital, y que puedan aplicarla en lo sucesivo a las actividades que desarrollan en el ámbito de su vida cotidiana. Con el objetivo de poder formar a los primeros astronautas del país.

## Proyectos y Misiones

### Misiones
| Nombre      | Lanzador                | Fecha                   | Objetivo                                 | Resultado     | Detalles |
| ----------- | ----------------------- | ----------------------- | ---------------------------------------- | ------------- | --- |
| SAC-B       | Pegasus XL              | 4 de noviembre de 1996  | Observatorio espacial                    | Fracaso       | Fallo del lanzador.                                                                                           |
| SAC-A       | Transbordador Endeavour | 14 de diciembre de 1998 | Experimental                             | Éxito         | Primer satélite argentino de uso científico lanzado al espacio.                                               |
| SAC-C       | Delta II                | 21 de noviembre de 2000 | Observación terrestre                    | Éxito         | Dejó de funcionar en 2013.                                                                                    |
| SAC-D       | Delta II                | 10 de junio de 2011     | Observación climática y oceanográfica    | Éxito.        | Dejó de funcionar en 2015.                                                                                    |
| SAOCOM 1A   | Falcon 9                | 7 de octubre de 2018    | Observación terrestre                    | Éxito.        | Satélite con radar de apertura sintética en banda L.                                                          |
| SAOCOM 1B   | Falcon 9                | 30 de agosto de 2020    | Observación terrestre                    | Éxito         | Satélite con radar de apertura sintética en banda L.                                                          |
| SARE        | Tronador                | TBA                     | Demostrador tecnológico                  | En desarrollo | Satélite de arquitectura segmentada. Primero en ser lanzado al espacio por un cohete de fabricación nacional. |
| SABIA-MAR 1 | -                       | TBA                     | Información de Alimento, Agua y Ambiente | En desarrollo | Misión conjunta con Brasil.                                                                                   |

### Proyecto Inyector Satelital de Cargas Útiles Livianas

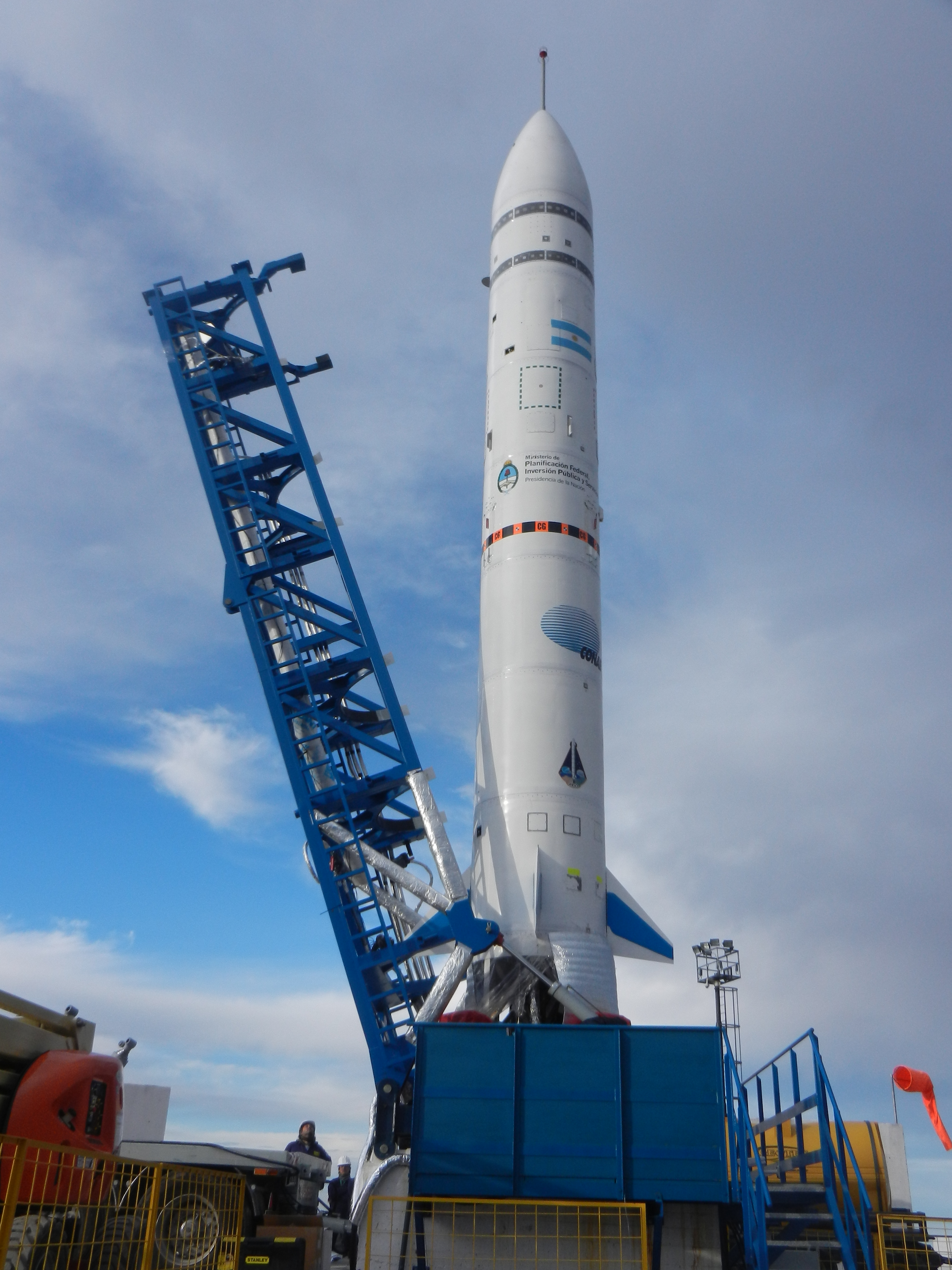
VEx-1B en su rampa de lanzamiento en el Puerto espacial de Punta Indio.

Se trata de un cohete de dos etapas, que se pretende utilizar para colocar en órbita satélites pequeños. Para su desarrollo se creó una serie de vehículos más pequeños denominados "VEx" (Vehículos Experimentales) que estuvieron en uso desde el año 2014 hasta 2017.

## Presupuesto
El presupuesto de la CONAE, está destinado al desarrollo y estudio de aparatos para la Exploración espacial y está calculado en 1863 millones de pesos en el año 2016. (US$ 180 millones)
Este presupuesto se encuentra en aumento debido al interés creciente en fomentar la exploración del espacio en la Argentina, y la realización de los diferentes proyectos que se tienen en marcha.

## Instalaciones

### Centros de Investigación

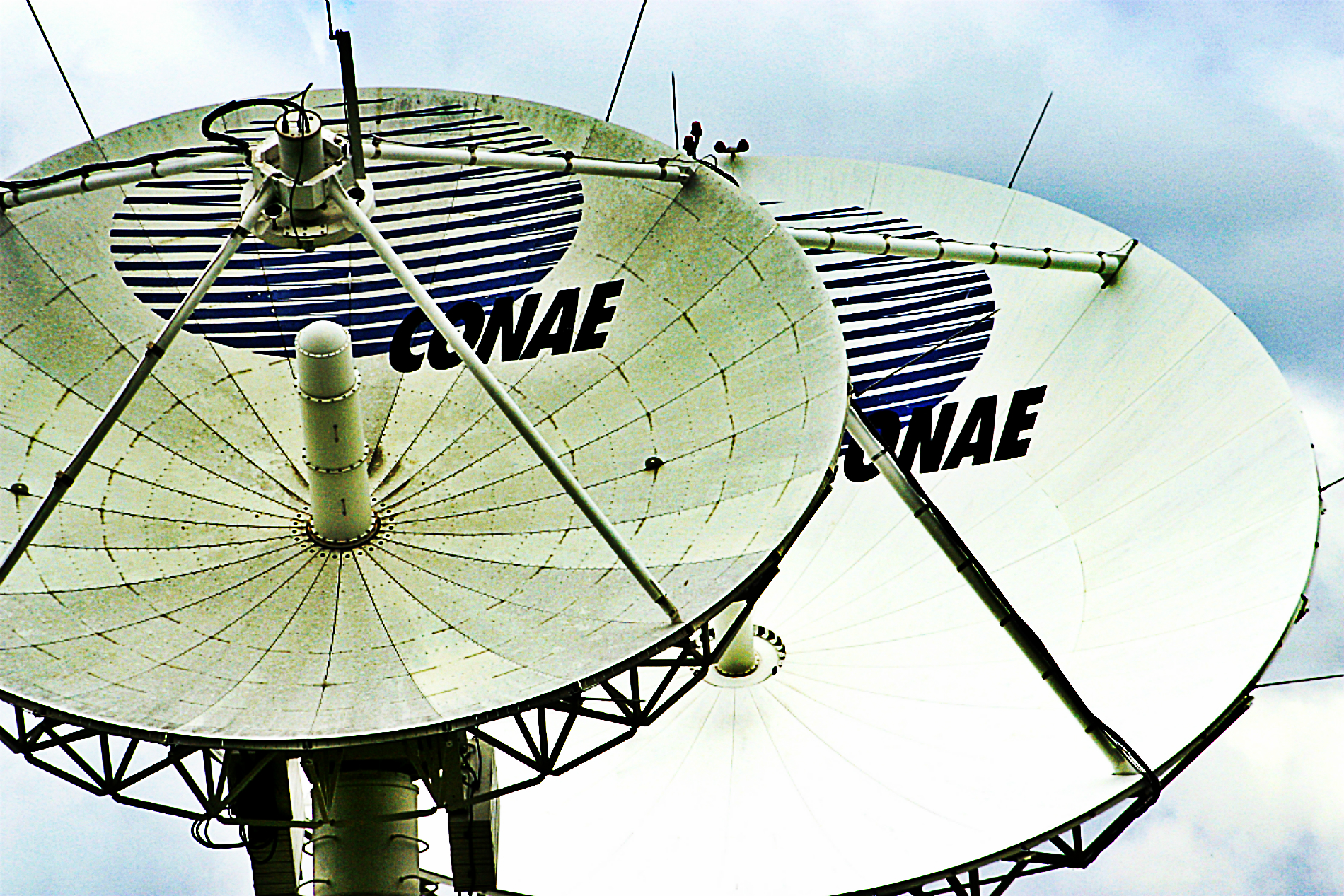
Antenas de la CONAE en la Estación Terrena Córdoba (ETC)

- Centro Espacial Teófilo Tabanera, Falda del Carmen, Córdoba.[17][18]
  - Centro de Control de Misión, Falda del Carmen, Córdoba.
  - Facilidad de Integración y Ensayos, Falda del Carmen, Córdoba.
  - Instituto de Altos Estudios Mario Gulich, Falda del Carmen, Córdoba.

### Estaciones Terrenas
- Estación Terrena Córdoba, Falda del Carmen, Córdoba.
- Estación Terrena Tierra del Fuego, Tolhuin, Tierra del Fuego, Antártida e Islas del Atlántico Sur.

### Bases de Pruebas
- Centro de Experimentación y Lanzamiento de Proyectiles Autopropulsados Chamical, La Rioja.
- Puerto espacial de Punta Indio, Buenos Aires.
- Complejo Argentino de Acceso Al Espacio, Buenos Aires.

### Empresas
- INVAP, San Carlos de Bariloche, Río Negro.
- VENG